# Union du personnel des finances en Europe
Pour les articles homonymes, voir UFE.
L'Union du personnel des finances en Europe (UFE) est une fédération créée le 22 mai 1963 à Munich par les syndicats fondateurs du personnel des contributions et des douanes des pays suivants : Allemagne, Belgique, France, Italie, Luxembourg, Pays-Bas. Les statuts de l'UFE ont été adoptés définitivement lors de la réunion du Présidium en novembre 1963 à Luxembourg.